# منصور دادالله
ملا منصور دادالله الله بزرگ حفی (متوفی ۲۰۱۵ میلادی) برادر ناتنی کوچک‌تر ملا دادالله آخوند بود، کسی که پس از وی فرمانده ارشد نظامی طالبان در شرق افغانستان شد. وی از ولسوالی ارغنداب ولایت قندهار از قبیله کاکر و از قوم پشتون بود.

## فعالیت جنگی
وی در ویدیوی که نشان‌دهنده «جشن فراغت» انتحاری‌ها بود، ظاهر شد. تصور می‌شد که وی در ۲۰۰۷ حدود ۳۰ سال عمر داشته باشد. ملا منصور دادالله در دهه ۱۹۹۰، زمانی‌که طالبان علیه ائتلاف شمال جنگ می‌کردند، به عنوان دستیار برادر خود خدمت می‌کرد. وی در نوامبر ۲۰۱۵ میلادی به عنوان معاون امیر شاخه انشعابی طالبان که به‌نام شورای عالی امارت اسلامی افغان یاد می‌شد، گماشته شد.
ملا داد الله منصور در مارس ۲۰۱۷ زمانی که در کابل زندانی بود، طی یک تفاهم هم‌راه با چند طالب دیگر با یک خبرنگار اهل ایتالیا به‌نام دانیال ماستروجیاکومو که نزد طالبان زندانی بود معاوضه شده و از زندان رها شد. در آن زمان تصور نمی‌شد که وی عضو مهم گروه طالبان شد.
پس از این‌که برادر وی در ۱۲ می ۲۰۰۷ کشته شد، یکی از سخنگویان طالبان اعلام کرد که منصور داد الله به عنوان فرمانده نظامی گروه طالبان در شرق افغانستان جانشین برادرش خواهد شد. گمارش منصور ظاهراً نتیجه توانایی ویژه وی نبوده بلکه صرفاً برای این بود که وی برادر ملا داد الله آخوند بود. رهبر طالبان ملا محمد عمر که از قساوت دادالله آخوند ناراضی بود، گفته می‌شود که با انتصاب دادالله مخالفت نشان داد. با این حال، وی تحت حمایت گروه القاعده قرار گرفت و از وی خواسته شد، تا از تاکتیک‌های ابومصعب الزرقاوی را در افغانستان استفاده کند.
ملا منصور دادالله در ژوئن ۲۰۰۷ گفت: «شیخ اسامه بن لادن زنده است و فعالیت دارد. وی در حال پیش‌برد وظایف خود است. تازه‌ترین مدرک مبنی بر زنده بودن وی این بود که وی پس از مرگ برادرم به من نامهٔ تسلیت فرستاد. وی به من نصیحت کرد، تا راه برادرم را ادامه دهم». ملا منصور دادالله در ۲۹ دسامبر ۲۰۰۷ از سمت خود به عنوان فرمانده نظامی طالبان به دلیل سرپیچی توسط ملا محمد عمر عزل شد. داد الله به تاریخ ۱۱ فوریه ۲۰۰۸ در جریان یک حمله شدید نیروهای پاکستانی به طالبان در منطقه گاوال اسماعیل‌زی مجروح و دستگیر گردید.

## رهایی از زندان
دادالله همراه با ۶ زندانی دیگر بنا بر درخواست حکومت افغانستان و به منظور گفت‌گوهای صلح به تاریخ ۷ سپتامبر ۲۰۱۳ توسط حکومت پاکستان از زندان رها شد. دادالله پس از رهایی از زندان به افغانستان بازگشت تا پیروان برادر خود را مجدداً تحت یک جبهه جدید به‌نام جبهه ملا دادالله سازمان‌دهی نماید. پس از اعلامیه اوت ۲۰۱۵ منبی بر این‌که اختر منصور به عنوان رهبر طالبان جانشین مرحوم ملا عمر شده‌است، دادالله از بیعت به وی خودداری نموده و با حامیان خود در زادگاهش ولایت زابل برای خود پایگاه ساخت. پس از آن جنگ‌های میان افراد وفادار به دادالله و منصور به وقوع پیوست.
رسانه‌های افغانستان در اوایل سپتامبر گزارش دادند، که گفته می‌شود ملا دادالله پس از اختلافات روی گماردن اختر منصور به عنوان رهبر طالبان، به شاخه افغانستانِ گروه دولت اسلامی (داعش) پیوست. این اعلامیه از جانب یک حامی دولت اسلامی اعلام شد، وی هم‌چنین افزود که ۲۳۰ جنگ‌جوی دولت اسلامی (داعش) از ولایت فراه به ولایت زابل اعزام شدند تا بر علیه ۲٬۱۰۰ شبه نظامی طالبان که از طریق منصور فرستاده شده‌است به نیروهای دادالله کمک کنند. بر اساس گفته‌های حاجی مهمند نصرت‌یار ولسوال ارغنداب ولایت زابل، جنگ‌جویان دادالله با دولت اسلامی هم‌فکر هستند. با این وجود، برخی منابع افغان می‌گویند که دادالله پیوستن به دولت اسلامی را رد کرد و هنوز به طالبان وفادار بود. گزارش می‌شود که وی گفته‌است، «ما با امارت هستیم و (همیشه) خواهیم بود». دادالله با رهبری طالبان مخالفت داشت و اختر منصور را «دروغ‌گو» می‌خواند.

## مرگ
دادالله در جریان جنگ‌های میان نیروهای وی و نیروهای وفادار به رهبر طالبان منصور، در نوامبر ۲۰۱۵ در ولسوالی خاک افغان زابل کشته شد. ادعاهای کشته شدن وی از سوی بزرگان قبیله در منطقه، مقامات دولت افغان و فرماندهان طالبان تأیید گردید، اما سخنگوی وی که ملا نعیم نیازی نام داشت گفت که دادالله صرفاً زخمی شده‌است. علی‌رغم این تکذیب، شاخه منسوب به وی به تاریخ ۱۵ اوت ۲۰۱۶ به‌طور رسمی مرگ وی را تأیید نموده و برادرزاده وی به‌نام ملا امدادالله منصور را جانشین کردند. منصور سوگند یاد کرد که انتقام مرگ کاکای خود را می‌گیرد.